# Demanda artificial
La demanda artificial constituye el tipo de demanda para un producto o servicio que, en ausencia de exposición al vehículo usado para crear dicha demanda, no existiría. Tiene aplicaciones polémicas en microeconomía (estrategia pump and dump) y publicidad.
Una demanda es normalmente considerada artificial cuando  aumenta de forma muy ineficiente la utilidad de consumidor; por ejemplo, un médico que prescriba cirugías innecesarias estaría generando una demanda artificial. El gasto del gobierno con el objetivo primario de crear puestos de trabajo (más que entregar cualquier otro producto final) ha sido considerado demanda artificial. De modo parecido Noam Chomsky ha sugerido que  el militarismo descontrolado es un tipo  de demanda artificial creada por los gobiernos, un sistema de planificación estatal ... orientado hacia la producción militar, en efecto, la producción de residuos de alta tecnología, con Keynesianismo militar o potentes complejos industriales militares hasta la creación de mercados garantizados por el Estado para residuos de alta tecnología.
Los medios usados para crear demanda artificial pueden incluir la publicidad en medios de comunicación masiva que pueden generar una demanda para bienes, servicios, plataformas políticas o políticas gubernamentales, así como para otras entidades. 
Otro ejemplo de demanda artificial puede ser visto en los spams de mercados de valores de penique. Después de adquirir un gran número de acciones de con un valor extremadamente bajo, el spammer intenta generar demanda artificial para implementar una estrategia basada en marketing de guerrilla.